# Kadabageri, Harapanahalli
Kadabageri là một làng thuộc tehsil Harapanahalli, huyện Davanagere, bang Karnataka, Ấn Độ.